# Bradysia truncorum
Bradysia truncorum är en tvåvingeart som först beskrevs av Frey 1945.  Bradysia truncorum ingår i släktet Bradysia och familjen sorgmyggor. Inga underarter finns listade i Catalogue of Life.